# Paduka
Ne doit pas être confondu avec Padura ou Padula.

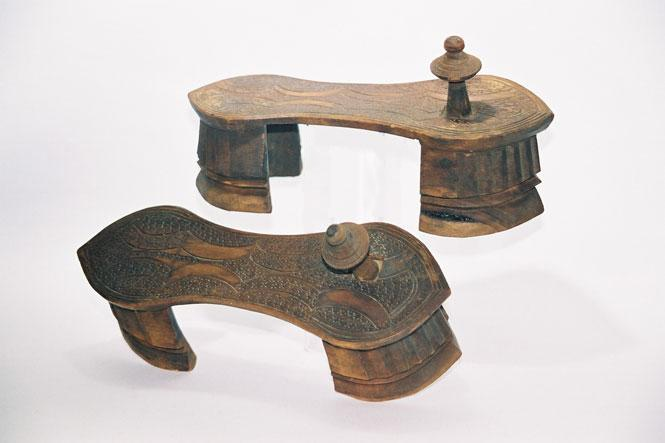
Des padukas raffinées munies de hautes semelles faisaient partie du trousseau de mariage traditionnel en Inde.

La paduka est la plus ancienne chaussure indienne. Ce n'est rien de plus qu'une semelle avec un petit bouton qui s'engage entre le premier et le deuxième orteil.

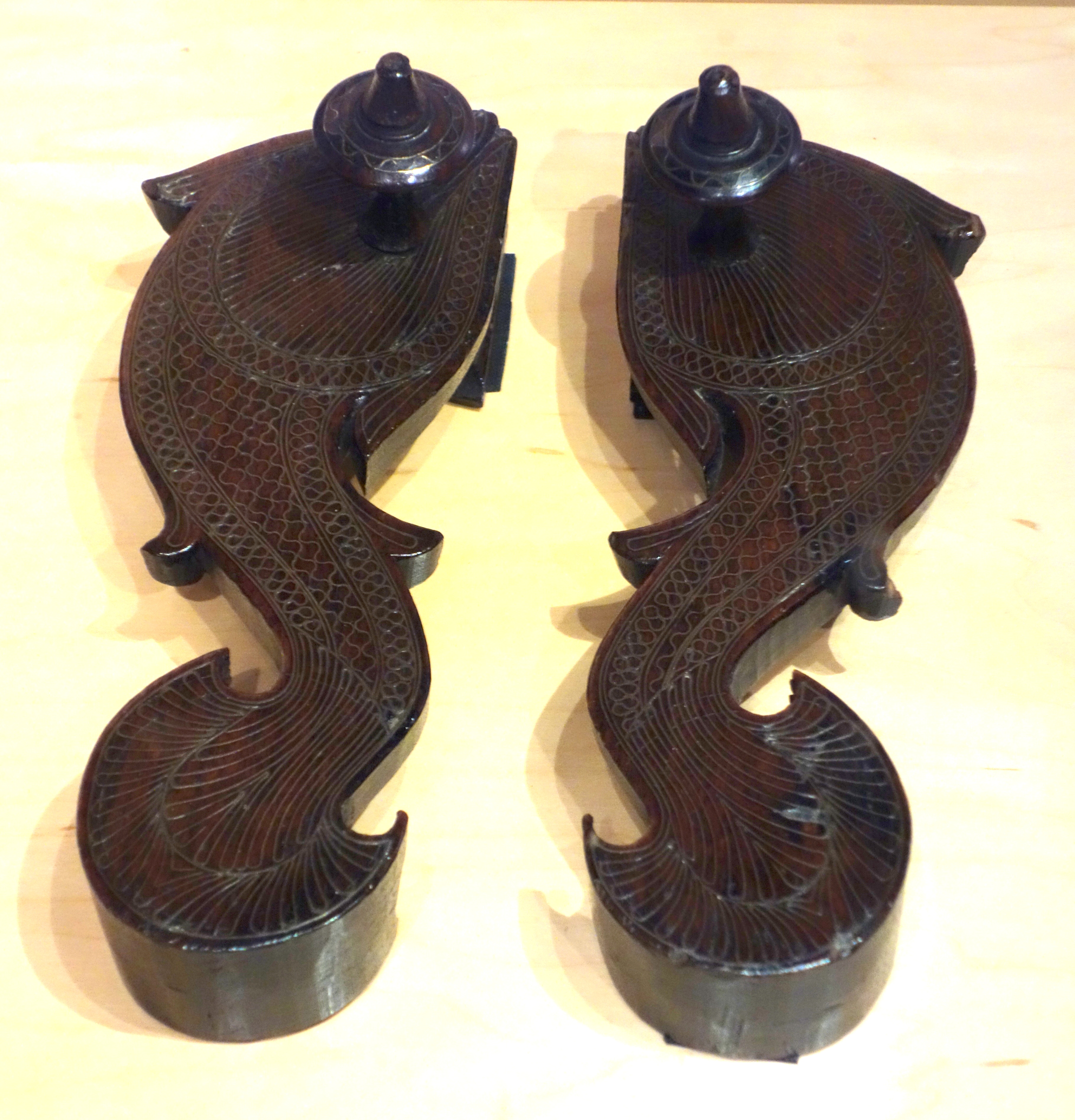
Padukas en forme de poissons, bois incrusté de laiton, Sud-Bengale, début du XXe siècle (Bata Shoe Museum de Toronto).

Il en existe une très grand variété de formes et de matériaux. Elles peuvent suivre le contour du pied ou être en forme de poissons, par exemple, et être fabriquées en bois, en ivoire, ou même en argent. Elles sont parfois très décorées. Les plus complexes peuvent faire partie du trousseau de mariage des fiancées, servir d'offrandes religieuses ou être elles-mêmes l'objet de vénération. Les plus simples étaient portées par le peuple, tandis que celles de teck, d'ébène, de bois de santal, incrustées d'ivoire ou de fils de métal, signalaient le statut de leur porteur.

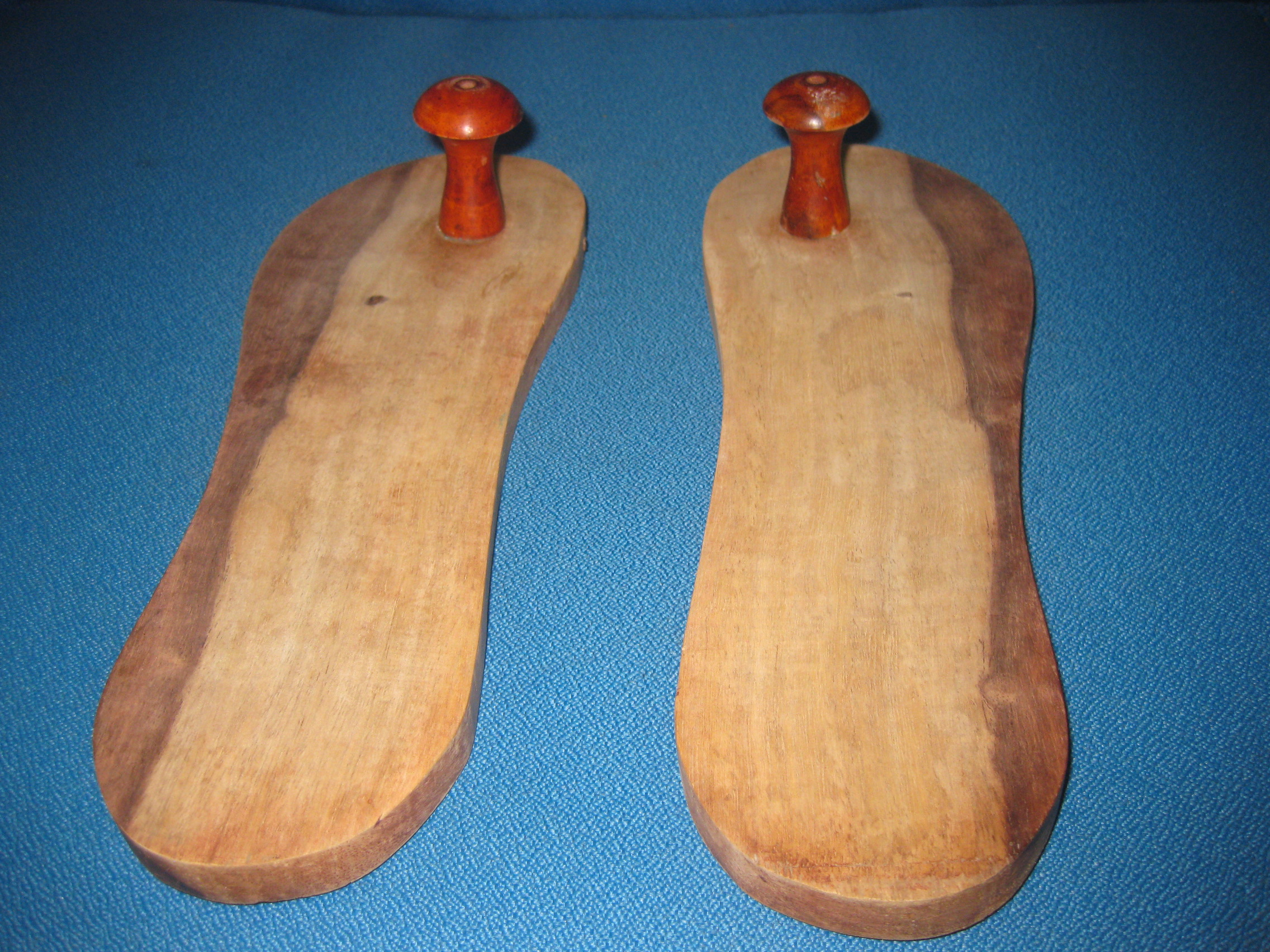
Simples padukas portées par les mendiants et les ascètes.

Aujourd'hui, les padukas sont généralement portées par les mendiants et les ascètes hindous ou jaïn. Leur signification dans la mythologie hindoue est liée à l'épopée du Ramayana. Elle renvoie aussi à la vénération des empreintes des saints et des divinités,.
Le mot « paduka » désigne aussi les empreintes des divinités hindoues comme Vishnou, Shiva et d'autres, qui sont vénérées sous cette forme dans des bâtiments et des temples construits à cette intention. C'est par exemple le cas au temple de Vishnupada (en) de Gaya, dans le Bihar, où on vénère une empreinte du pied de Vishnou dans le basalte. On vénère également une empreinte du pied de Bouddha sous l'arbre de la Bodhi à Bodhgaya,.
C'est aussi un symbole royal (comme couvre-chef) en Malaisie, en souvenir du geste de respect de Bharata à l'égard de son frère Râma. Les mots « Seri Paduka », équivalent à « Sa Majesté », constituaient un titre décerné aux dignitaires des cours royales malaisiennes pour services exceptionnels.

## Étymologie
« Paduka » provient du sanskrit Pâda, qui signifie « pied », auquel s'ajoute le suffixe ka, un diminutif signifiant littéralement « petit ».

## Légende

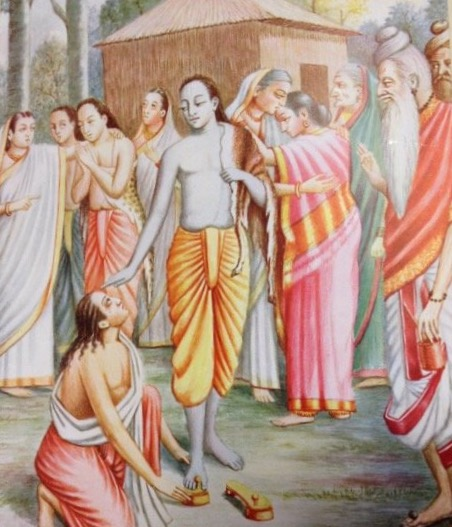
Bharata demande à Râma ses padukas (illustration de 1916).

Le mot « pada » (pied) apparaît dans le Rigveda pour représenter l'univers, c'est-à-dire Prithvi (la terre), Vâyou (l'air), Akasha (le ciel) et tous les élements du royaume au-delà du ciel.
Dans l'épopée du Ramayana, le roi Dasharatha, victime d'une malédiction, envoie son fils Râma (une incarnation du dieu Vishnou) en exil pendant 14 ans, à la demande de son épouse Kaikeyi (belle-mère de Râma) qui désire faire couronner à sa place son propre fils, Bharata. Râma, son épouse Sītā et son frère Lakshmana partent s'installer dans une forêt. Mais Bharata, qui ne souhaite pas monter sur le trône, part à la recherche de Râma pour l'implorer de revenir à Ayodhya. Quand Râma lui déclare qu'il ne reviendra qu'après ses 14 ans d'exil, Bharata lui demande ses padukas, pour qu'elles soient couronnées à sa place et puissent être vénérées par les fidèles de Râma. Bharata les emporte donc avec respect, en les plaçant sur sa tête en signe d'obéissance à l'égard de son frère aîné. Il règne ensuite plusieurs années sur le Kosala comme représentant de Râma, au nom des « padukas de Râma »,.

## Structure

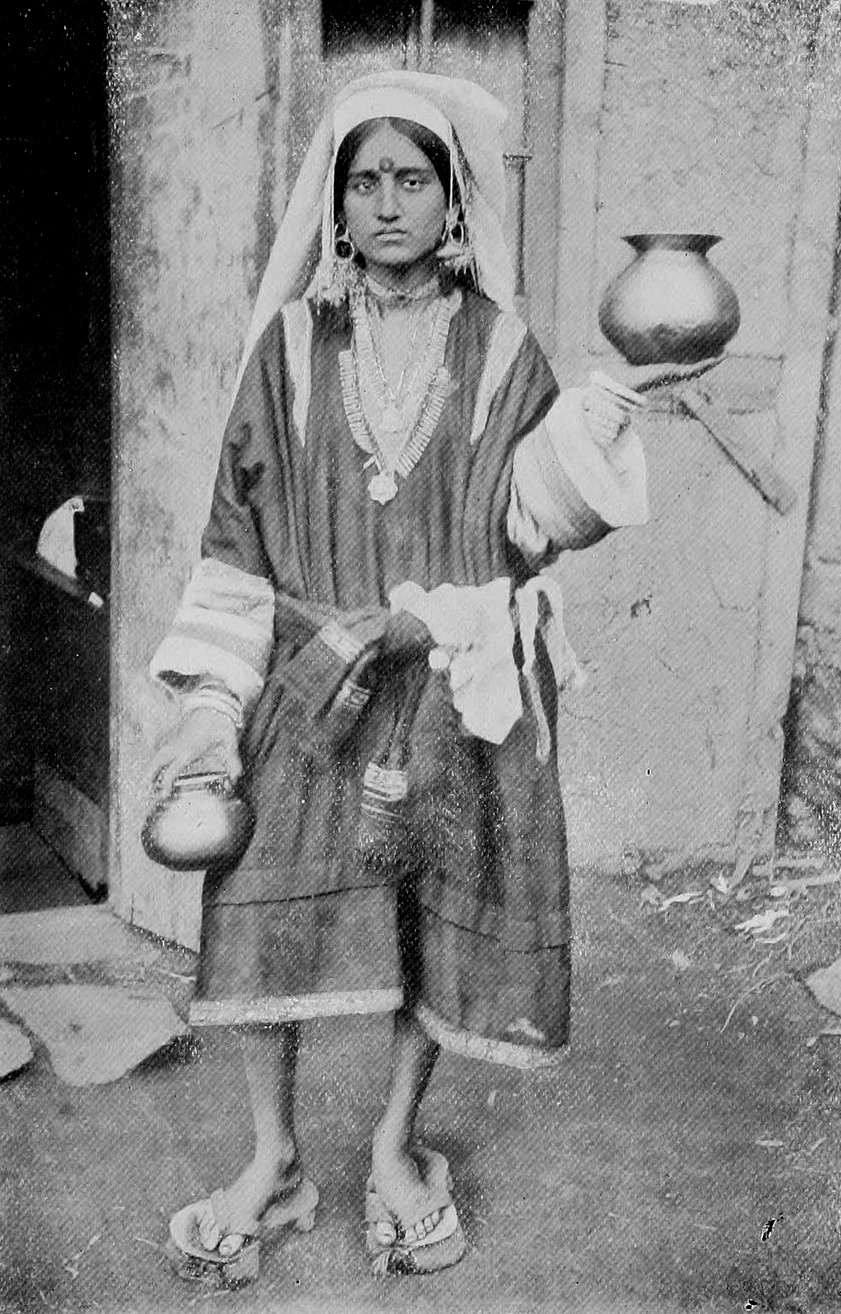
Une femme pandit cachemirie chaussée de padukas, vers 1922.

Les padukas ont habituellement une semelle de bois, avec une petite tige et un petit bouton qui s'engage entre le premier et le deuxième orteil. Elles sont aussi connues sous les noms de « karrow », « kharawan » et « karom ». Elles sont utilisées par les mendiants, les sadhus et les personnes du commun dans des occasions particulières. Les supports des semelles, quand ils existent, sont étroits et courbes, afin de respecter le principe de non-violence en n'écrasant pas par accident des insectes ou la végétation. La prière des brahmanes portant des padukas est la suivante : « Pardonne-moi, ô ma mère la Terre, l'offense et la violence que je te fais en te foulant de mes pieds ce matin. »
Les padukas d'ivoire étaient populaires parmi les rois et les saints. Elles étaient faites d'ivoire d'éléphants morts, ou prélevé sur des éléphants domestiques vivants, l'éthique religieuse hindoue interdisant de tuer un animal pour une telle fabrication. Les personnes de statut élevé portent des padukas de teck, d'ébène et de bois de santal, avec des incrustations d'ivoire ou de métaux précieux. Celles-ci peuvent être en forme de poisson, un symbole de fertilité.
Dans des occasions particulières, on peut aussi voir porter des padukas incrustées d'argent, ou en bois couvert d'argent, et quelquefois ornées de clochettes pour sonner en marchant ; les padukas en bronze ou en laiton avaient un usage religieux.
Une paire unique de padukas en bois possède des boutons décorés d'une fleur de lotus en ivoire minutieusement peinte. À chaque pas, un mécanisme logé dans la semelle provoque l'épanouissement de la fleur de lotus. Il en existe également en forme de sabliers, ou avec l'emplacement des orteils gravé.[réf. nécessaire]
Une paire de padukas rituelles du XVIIIe siècle possède un ensemble de pointes de métal. On suppose qu'elles permettaient à leur porteur de démontrer la force de ses convictions religieuses en surmontant la douleur.[réf. nécessaire]

## Vénération

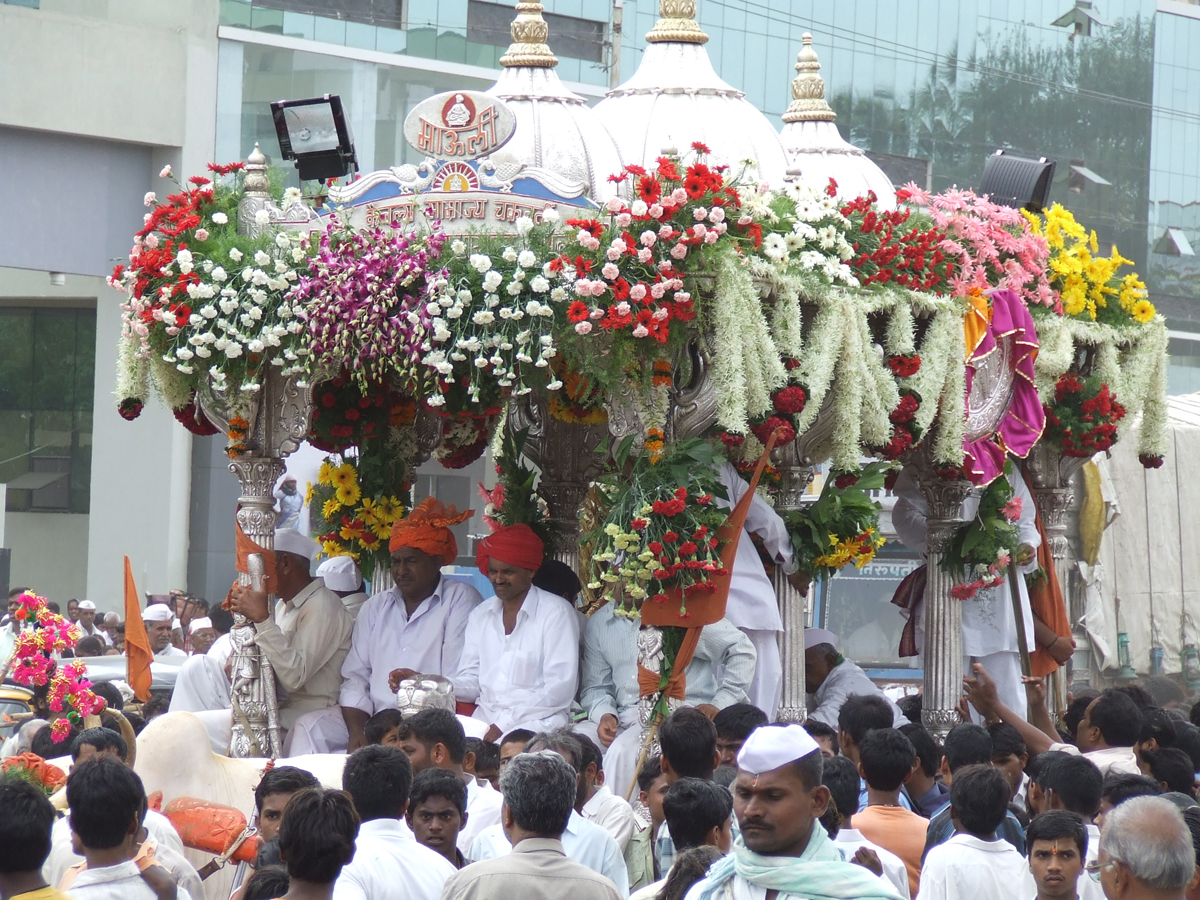
Les padukas de Dnyaneshwar sont transportées chaque année dans un char à bœufs entre Alandi et Pandharpur.

Lors de la fête annuelle du dieu hindou Vithoba, les pèlerins se rendent en procession à son temple de Pandharpur depuis Alandi et Dehu (en), deux autres villes du Maharashtra respectivement associées aux saints poètes Dnyaneshwar (1275–1296) et Toukaram (1608-1650). Les padukas de ceux-ci sont alors transportées dans des palanquins d'argent.
Un autre exemple de vénération est Lakshmi, la déesse de la richesse. Le jour de la fête de Divali, elle est religieusement introduite dans la maison grâce à la représentation symbolique de ses empreintes (padukas) peintes ou réalisées en kolam (poudre de riz) et éclairées par des lampes à huile depuis la porte d'entrée jusqu'au sanctuaire privé, tandis que des prières demandent qu'elle accorde sa bonne fortune aux occupants.
Sous l'arbre de la Bodhi de Bodhgaya, où le Bouddha a atteint l'illumination, se trouve un trône vide dont le repose-pieds est orné de deux empreintes des pieds de Bouddha. Cet endroit est profondément vénéré.
Temple de Vishnupada

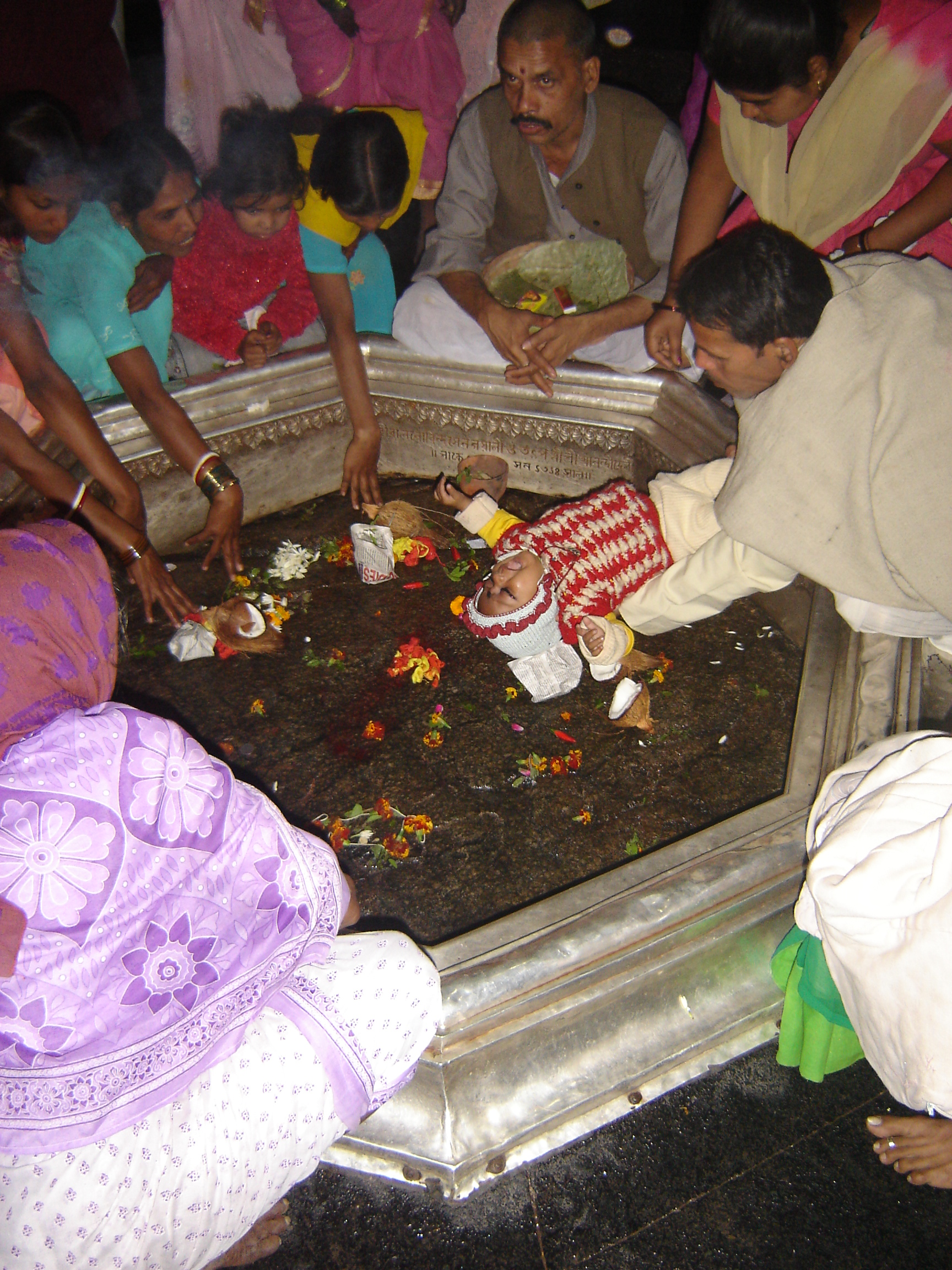
Empreinte des pieds de Vishnou au.

Selon les hindous, le temple de Vishnupada (en) de Gaya, dans le Bihar, abrite des empreintes des pieds du dieu Vishnou. Ces empreintes témoignent de la victoire de Vishnou sur le démon Gayasur, obtenue en lui marchant sur la poitrine. À l'intérieur du temple, l'empreinte de 40 cm est marquée dans le basalte et entourée d'un octogone plaqué d'argent,.
Paduka Sahasram
Le Paduka Sahasram, littéralement « 1000 versets sur les padukas du seigneur » est un poème religieux exaltant les vertus de la vénération de la paduka (pied ou empreinte) du dieu Vishnou au Temple de Sri Ranganathaswamy à Srirangam (dans le Tamil Nadu). Il est considéré comme un texte sacré du Sri Vaishnavisme (en). Le Sahasram compte 1008 versets répartis en 32 chapitres. Il a été composé au XIVe siècle par Vedanta Desika (en), un fidèle de la philosophie Vishishtadvaita enseignée par Ramanujacharya. Son œuvre est centrée sur les padukas de Râma, qui ont régné 14 ans sur Ayodhya par l'intermédiaire de Bharata. Il suggère que c'est la relation particulière du peuple d'Ayodhya avec les padukas de Râma qui l'ont rendu capable d'atteindre la libération, c'est-à-dire le salut dans cette vie,.
Guru Paduka Stotram
Adi Shankaracharya a aussi écrit neuf stances de dévotion sous le titre Guru Paduka Stotram, dans lesquelles il salue les padukas de son propre gourou, en l'occurrence le seigneur. La première stance signifie à peu près :
Salutations et Salutations aux sandales de mon gourou,

Qui est un bateau qui m'aide à traverser l'océan infini de la vie, 

Qui me dote du sens de la dévotion à mon gourou,

Et par l'adoration duquel j'atteins le domaine du renoncement.